# Classe Folgore
La classe Folgore est une classe de destroyers italiens construite avant-guerre pour la Regia Marina. 

Les quatre unités ont servi durant la Seconde Guerre mondiale et ont été coulées.

## Conception et description
Les destroyers de la classe Folgore étaient essentiellement des copies de la classe précédente Freccia, bien que leur largeur ait été réduite dans une tentative infructueuse d'améliorer leur vitesse par rapport à celle des navires précédents. 
Les Folgore avaient une longueur totale de 96,05 mètres, une largeur de 9,2 mètres et un tirant d'eau moyen de 3,3 mètres et de 4,3 mètres à pleine charge. Ils déplaçaient 1 238 tonnes métriques (1 218 tonnes longues) à charge normale et 2 090 tonnes métriques (2 060 tonnes longues) à pleine charge. Leur effectif en temps de guerre était de 185 officiers et hommes de troupe.
Les Folgore étaient propulsés par deux turbines à vapeur à engrenages Belluzzo, chacune entraînant un arbre d'hélice à l'aide de la vapeur fournie par trois chaudières Thornycroft. Les turbines étaient conçues pour produire 44 000 chevaux-vapeur sur l'arbre (33 000 kW) et une vitesse de 30 nœuds (56 km/h) en service, bien que les navires aient atteint des vitesses de 38-39 nœuds (70-72 km/h) pendant leurs essais en mer alors qu'ils étaient légèrement chargés. Ils transportaient suffisamment de fioul pour avoir une autonomie de 3 600 milles nautiques (6 700 km) à une vitesse de 12 nœuds (22 km/h).
Leur batterie principale se composait de quatre canons de 120 mm calibre 50 modèle 1926 (Cannone da 120/50 A Modello 1926) dans deux tourelles jumelées, une à l'avant et une à l'arrière de la superstructure. La défense antiaérienne des navires de la classe Folgore était assurée par une paire de canons anti-aériens de 40 mm calibre 39 pom-pom, montés sur des supports simples au milieu du navire et une paire de supports doubles pour des mitrailleuses Breda modèle 1931 de 13,2 mm. Ils étaient équipés de six tubes lance-torpilles de 533 millimètres dans deux supports triples au milieu du navire. Bien que les navires ne soient pas dotés d'un système de sonar pour la lutte anti-sous-marine, ils sont équipés d'une paire de lanceurs de grenades sous-marines. Les Folgores peuvent transporter 52 mines.

## Unités
| BO | Baleno  | Cantieri del Quarnaro (CNQ) à Fiume | 22 mars 1931    | juin 1932      | 17 avril 1941   | coulé par destroyers britanniques, bataille des îles Kerkennah |
| FG | Folgore | OCP à Naples                        | 26 avril 1931   | septembre 1932 | 2 décembre 1942 | coulé par croiseurs britanniques, bataille du banc de Skerki   |
| FN | Fulmine | Cantieri del Quarnaro (CNQ) à Fiume | 2 août 1931     | juillet 1932   | 9 novembre 1941 | coulé à la bataille du convoi Duisburg                         |
| LA | Lampo   | OCP à Naples                        | 26 juillet 1931 | août 1932      | 30 avril 1943   | coulé au cap Bon                                               |

## Sources
- (en) Cet article est partiellement ou en totalité issu de l’article de Wikipédia en anglais intitulé « Folgore-class destroyer » (voir la liste des auteurs).